# Nimboa kasyi
Nimboa kasyi är en insektsart som beskrevs av Walter Rausch och H. Aspöck 1978. Nimboa kasyi ingår i släktet Nimboa och familjen vaxsländor. Inga underarter finns listade i Catalogue of Life.